# Harry Whittington (écrivain)
Pour les articles homonymes, voir Whittington et Harry Whittington.
Harry Whittington (Ocala, Floride, 4 février 1916 - 11 juin 1989) est un écrivain américain de roman policier qui a aussi publié sous une quinzaine de pseudonymes des romans d'aventures, des westerns, des romans d'amour et des novelisations.

## Biographie
Élevé dans un milieu très pauvre, Harry Whittington est, dès son plus jeune âge, un lecteur assidu des traductions de grands auteurs français (Alexandre Dumas, Balzac, Flaubert, Maupassant, Anatole France) et russes (Gorki, Dostoïevski). Il caresse le rêve de devenir un jour écrivain, mais travaille auparavant dans une agence de publicité, puis dans un théâtre de St. Petersburg et enfin comme rédacteur de divers magazines.
En 1936, il est rédacteur en chef de la publication alternative Advocate.
Pendant la Seconde Guerre mondiale, il sert brièvement dans la US Navy et, peu après son retour à la vie civile, en 1947, devient écrivain professionnel.
Il est surtout connu pour ses quelque 85 romans noirs qui le place aux côtés de Jim Thompson et William P. McGivern parmi les représentants américains de la deuxième génération du genre.
Une poignée de ses romans ou nouvelles ont été adaptés au cinéma et, en collaboration avec d'autres auteurs, il a écrit plusieurs novelisations de la série télévisée Des agents très spéciaux (1964-1968) sous le pseudonyme maison de Robert Hart-Davis.
Il cesse d'écrire entre 1968 et 1974 pour occuper un poste de rédacteur au département de l'électrification rurale à Washington. Quand il reprend la plume, c'est essentiellement pour signer des westerns sous les pseudonymes de Ashley Carter, Tabor Evans ou Blaine Stevens.
Il meurt en 1989.

## Œuvres

### Romans

#### Signés Harry Whittington
- Slay Ride for a Lady (1950)
- Murder is My Mistress (1951) Publié en français sous le titre Meurtre..., ma maîtresse, Paris, Ferenczi, coll. Le Fantôme no 1, 1953
- Married to Murder (1951) Publié en français sous le titre Marié au crime, Paris, Ferenczi, coll. Le Fantôme no 19, 1954
- Fires That Destroy (1951) Publié en français sous le titre Des feux qui détruisent, Paris, Rivages/Noir no 13, 1986
- Call Me Killer (1951)
- The Brass Monkey (1951) Publié en français sous le titre Le Singe de cuivre, Paris, Ferenczi, coll. Le Fantôme no 25, 1955 ; réédition, Paris, Ferenczi, coll. Le Verrou no 118, 1955
- The Lady was a Tramp ou Murder at Midnight (1951)
- Swamp Kill (1952) Publié en français sous le titre La Mort au marais, Paris, Ferenczi, coll. Le Verrou no 121, 1955
- Savage Love (1952)
- Girl on Parole (1952)
- Satan's Widow (1952) Publié en français sous le titre Veuve de Satan, Paris, Ferenczi, coll. Le Fantôme no 8, 1953
- Mourn the Hangman (1952) Publié en français sous le titre Pitié pour le bourreau, Paris, Éditions Zed, coll. Haute tension no 18, 1963 Publié en français sous le titre Vengeance, Bruxelles, Gérard, Marabout/Policier no 748, 1982
- Forever Evil (1952) Publié en français sous le titre Voué au mal, Paris, Ferenczi, coll. Les Romans américains no 21, 1954
- Drawn to Evil (1952)
- Body and Passion ou Dear Deadly Past (1952)
- Violent Night  ou Rogue Cop (1952)
- Prime Sucker (1953) Publié en français sous le titre Un amour condamné, Paris, Ferenczi, coll. Les Romans américains no 24, 1954
- Vengeful Sinner ou  Die, Lover (1953)
- So Dead My Love ou Let's Count Our Dead (1953) Publié en français sous le titre Mort ! mon amour, Paris, Ferenczi, coll. Le Fantôme no 13, 1954
- Sinner's Club ou Teen Age Jungle (1954) Publié en français sous le titre Le Club du péché, Paris, Ferenczi, coll. Les Romans américains no 32, 1955
- You'll Die Next (1954) Publié en français sous le titre Casse-tête, Paris, Gallimard, Série noire no 262, 1955 ; réédition, Paris, Gallimard, Carré noir no 419, 1982
- One Got Away (1955)
- The Naked Jungle (1955)
- A Woman on the Place (1956)
- "Hell can wait" (1956) Publié en français sous le titre Vingt-deux ! (long rifle...), Paris, Gallimard, Série noire no 343, 1956
- Mink (1956) Publié en français sous le titre T'as des visons !, Paris, Gallimard, Série noire no 361, 1957
- Never Find Sanctuary ou Backwoods Tramp ou A Moment to Prey (1956) Publié en français sous le titre Le Chant de l'alligator, Paris, Gallimard, Série noire no 391, 1957 ; réédition, Paris, Gallimard, Carré noir no 538, 1985
- Saturday Night Town (1956)
- Girl on Sin Street (1956)
- Desire in the Dust (1956) Publié en français sous le titre Frénésie pastorale, Paris, Gallimard, Série noire no 380, 1957
- The Humming Box ou A Package of Murder (1956) Publié en français sous le titre Boîte à moustiques, Paris, Gallimard, Série noire no 354, 1957
- Brute in Brass ou Forgive Me, Killer (1956)
- Temptations of Valerie (1957) Publié en français sous le titre Valérie, Bruxelles, Gérard, Marabout no 233,1958 ; réédition, Paris, Neo, coll. Le Miroir obscur no 136, 1987
- Play for Keeps (1957)
- One Deadly Dawn (1957) Publié en français sous le titre Secrets d'alcôve, Paris, Gallimard, Série noire no 411, 1958
- Man in The Shadow (1957) Publié en français sous le titre Le Salaire du diable, Paris, Gallimard, Série noire no 434, 1958
- Across That River (1957)
- Web of Murder (1958)
- Trouble Rides Tall (1958)
- A Ticket to Hell ou Somethings Got to Give (1959) Publié en français sous le titre Faut que ça craque, Paris, Gallimard, Série noire no 469, 1958
- Strangers on Friday (1959) Publié en français sous le titre Les Étrangers du vendredi, Paris, Éditions de Trévise, coll. « Le Cachet » no 11, 1961 ; réédition, Bruxelles, Gérard, coll. « Marabout/Policier » no 745, 1981
- Strange Bargain (1959)
- Shack Road Girl (1959)
- Halfway to Hell (1959)
- Strip The Town Naked (1960)
- A Night for Screaming (1960) Publié en français sous le titre Le Pré aux vaches, Paris, Gallimard, Série noire no 682, 1961
- Rebel Woman (1960) (Lesbian pulp fiction)
- Hell Can Wait (1960) Publié en français sous le titre Vingt-deux ! (long rifle), Paris, Gallimard, Série noire no 343, 1956 ; réédition, Paris, Gallimard, Carré noir no 438, 1982
- Heat of Night (1960)
- Guerilla Girls (1960)
- The Devil Wears Wings (1960) Publié en français sous le titre Le diable a des ailes, Paris, Rivages/Noir no 28, 1987
- Connolly's Woman (1960)
- A Woman Possessed (1961)
- Journey Into Violence (1961)
- God's Back Was Turned (1961)
- Hot as Fire, Cold as Ice (1962) Publié en français sous le titre La Panne fantôme, Paris, Gallimard, Série noire no 875, 1964
- A Haven For The Damned (1962) Publié en français sous le titre Eden fantôme, Paris, Gallimard, Série noire no 846, 1964
- 69 Babylon Park (1962)
- Don't Speak to Strange Girls (1963)
- Cora is a Nympho (1963)
- The Fall of the Roman Empire (1964) - novélisation du film Publié en français sous le titre La Chute de l'empire romain, Bruxelles, Gérard, Marabout Géant no 205, 1964
- Cross the Red Creek (1964)
- Wild Lonesome (1965)
- Doomsday Mission ou The Doomsday Affair (1967), signé Robert Hart-Davis Publié en français sous le titre L'Affaire de la fin du monde, Paris, Presses de la Cité, coll. Télé-Mystère no 6, 1967
- Burden's Mission (1968)
- The Dimes of Harry Whittington, Vol. 1 (2000), anthologie de nouvelles posthume
- The Dimes of Harry Whittington, Vol. 2 (2000), anthologie de nouvelles posthume
- The Dimes of Harry Whittington, Vol. 3 (2000), anthologie de nouvelles posthume

#### Signés Ashley Carter
- Golden Stud (1975), en collaboration avec Lance Horner
- Master of Black Oaks (1976)
- The Sword of the Golden Stud (1977)
- Panama (1978)
- Secret of Blackoaks (1978)
- Taproots of Falconhurst (1978)
- Scandal of Falconhurst (1980)
- Heritage of Blackoaks (1981)
- Against All Gods (1982)
- Rogue of Falconhurst (1983)
- Road to Falconhurst (1983)
- A Farewell to Blackoaks (1984)
- The Outlanders (1983)
- A Darkling Moon (1985)
- Embrace the Wind (1985)
- Falconhurst Fugitive (1985)
- Miz Lucretia of Falconhurst (1985)
- Mondingo Mansa (1986)
- Strange Harvest (1986)

#### Signés Tabor Evans
- Longarm (1978) Publié en français sous le titre Longarm, Paris, Librairie des Champs-Élysées, collection Spécial Western, 1979
- Longarm and the Avenging Angels (1978)
- Longarm on the Border (1978)
- Longarm and the Hatchett Men (1979)
- Longarm and the Highgraders (1979)
- Longarm and the Loggers (1979)
- Longarm and the Nesters (1979)
- Longarm and the Texas Rangers (1979)
- Longarm and the Wendigo (1979)
- Longarm in the Indian Nation (1979)
- Longarm in Lincoln County (1979)
- Longarm on the Humboldt (1981)
- Longarm and the Golden Lady (1981)
- Longarm and the Blue Norther (1981)
- Longarm in Silver City (1982)
- Longarm in Boulder Canyon (1982)
- Longarm in the Big Thicket (1982)
- Longarm and the Lone Star Vengeance (1983)
- Longarm and the Lone Star Rescue (1985)

#### Signés Whit Harrison
- Body and Passion (1951)
- Violent Night (1952) Publié en français sous le titre Violence dans la nuit, Paris, Ferenczi, coll. Le Fantôme no 15, 1954
- Savage Love (1952) Publié en français sous le titre Un amour déchaîné, Paris, Ferenczi, coll. Les Romans américains no 31, 1955
- Nature Girl (1952)
- Sailor's Weekend (1952)
- Army Girl (1952)
- Girl on Parole (1952)
- Rapture Alley (1952)
- Shanty Road (1953) Publié en français sous le titre La Pente dangereuse, Paris, Ferenczi, coll. Les Romans américains no 44, 1955
- Strip the Town Naked (1960)
- Any Woman He Wanted (1960)
- A Woman Possessed (1961)

#### Signés Hallam Whitney
- Backwoods Hussy (1952)
- Shack Road (1953)
- City Girl (1953)
- Backwoods Shack (1954)
- The Wild Seed (1955)

#### Signés Blaine Stevens
- The Outlanders (1979)
- Embrace the Wind (1982)
- Island of Kings (1989)

#### Signés Harriet Kathryn Myers
- Small Town Nurse (1962)
- Prodigal Nurse (1963)

#### Signé Harry White
- Shadow at Noon (1955)

#### Signé Hondo Wells
- Prairie Raiders (1963)

#### Signé Clay Stuart
- His Brother's Wife (1964)

#### Signé Kel Holland
- The Tempted (1964)

### Couverture de livres

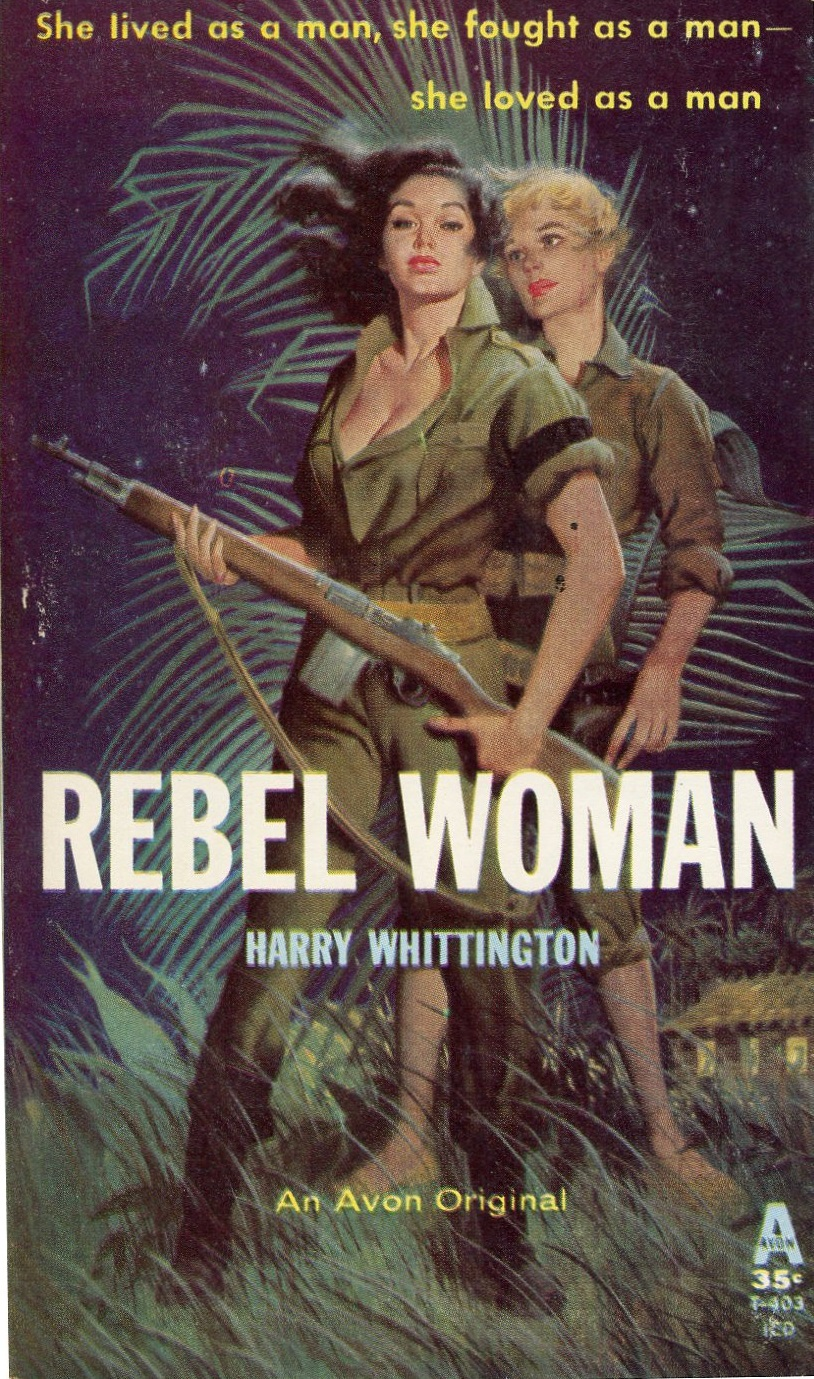
Rebel Woman, 1960
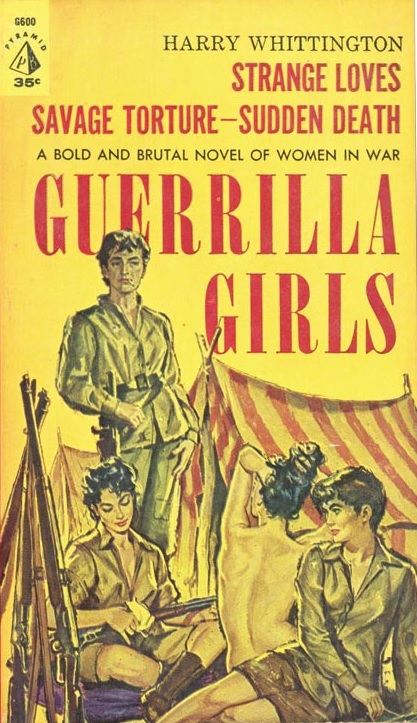
Guerrilla Girls, 1961

## Filmographie

### Adaptations à la télévision
- 1958 : The Deputy, épisode de la série télévisée américaine Lawman (en)
- 1962 : A Man Called Ragan, épisode de la série télévisée américaine Cheyenne
- 1963 : Red Sky Over Bismarck, épisode de la série télévisée américaine The Dakotas (en)
- 1991 : Dead in the Water, téléfilm américain réalisé par Bill Condon, adaptation du roman Web of Murder

### Adaptations au cinéma
- 1960 : Desire in the Dust, film américain réalisé par William F. Claxton, adaptation du roman Frénésie pastorale (Desire in the Dust)
- 1965 : Adiós gringo, franco-hispano-italien réalisé par Giorgio Stegani

### Histoires ou scénarios pour le cinéma
- 1959 : The Wonderful World of Tupperware, court métrage américain réalisé par George Yarbrough
- 1962 : Black Gold, film américain réalisé par Leslie H. Martinson
- 1968 : Fireball Jungle, film américain réalisé par Joseph P. Mawra (en)

### Histoires ou scénarios pour la télévision
- 1959 : The Ring, épisode de la série télévisée américaine Lawman
- 1959 : Gold Sled, épisode de la série télévisée américaine The Alaskans (en)